# マジック・キッチン
『マジック・キッチン』（原題：魔幻厨房、Magic Kitchen）は2004年の香港映画。

## 概要
サミー・チェンとアンディ・ラウの名コンビに、新たに今作品で映画デビューとなったジェリー・イェンが加わり、コメディタッチ風に仕上げたラブロマンス作品。原作は香港の作家・ラム・ウィンサムの小説『魔幻厨房』。
なお、日本では「F4 Film Collection 2005」の一環として公開されたため、劇場上映および日本版DVDは北京語バージョンであり、サミー・チェンやアンディ・ラウの声は広東語ではなく別人による吹き替えである。

## ストーリー
慕容優（サミー・チェン）は、母親から譲り受けた私房菜館（プライベート・レストラン）のオーナーシェフとして、助手の小可（ジェリー・イェン）とともに日々料理を作り続けている。だが、お店の人気が上々な反面、当の本人は料理に全く自信がなく、もっぱら母の秘伝レシピに頼っている始末。そんな中、日本で開催される料理コンテスト番組への出演依頼が舞い込み、嫌々ながらも東京に赴いた優は、そこで元カレの傳佑（アンディ・ラウ）に出会い、再びやり直したいと願うが……。

## キャスト
- サミー・チェン（慕容優）
- アンディ・ラウ（傳佑）
- ジェリー・イェン（郭可立／小可）
- マギー・Q（傅薇）
- アンソニー・ウォン（TONY）
- マイケル・ウォン（秋木）
- ダニエル・ウー
- スティーブン・フォン
- ウィリアム・ソー
- シーラ・チャン
- ロー・カーイン

## スタッフ
- 監督・脚本：リー・チーガイ
- 製作：リー・チーガイ、ジョン・チョン

## DVDリリース
販売元はワーナー・ホーム・ビデオ
- 「F4 Film Collection マジック・キッチン」（2006年2月3日）